# Ráncsí
Ráncsí (santali: ᱨᱟᱺᱪᱤ, angolul: Ranchi ) város India északkeleti részén, Dzshárkhand szövetségi állam fővárosa és annak 2. legnépesebb városa (Dzsamsedpur után). Lakosainak száma 2,2 millió, elővárosokkal 2,45 millió fő 2019-ben.
Kereskedelmi, ipari és kulturális központ. A város környéki vízesések, a Dzsagannáth templom (Dzsagannathpurban) és a Gonda-hegy sziklakertje sok látogatót vonzanak.

## Fordítás
Ez a szócikk részben vagy egészben  a   Ranchi című angol Wikipédia-szócikk fordításán alapul.  Az eredeti cikk szerkesztőit annak laptörténete sorolja fel. Ez a jelzés csupán a megfogalmazás eredetét és a szerzői jogokat jelzi, nem szolgál a cikkben szereplő információk forrásmegjelöléseként.